# Arquitectura multicapa
En ingeniería de software, una arquitectura multicapa es una arquitectura cliente-servidor en la que las funciones de presentación, lógica de negocio y gestión de datos están separadas físicamente.
De esta forma, por ejemplo, es sencillo y mantenible crear diferentes interfaces sobre un mismo sistema sin requerirse cambio alguno en la capa de datos o lógica.

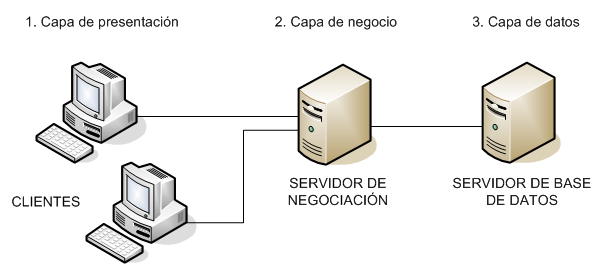

La ventaja principal de este estilo es que el desarrollo se puede llevar a cabo en varios niveles y, en caso de que sobrevenga algún cambio, solo afectará al nivel requerido sin tener que revisar entre el código fuente de otros módulos, dado que se habrá reducido el Acoplamiento informático hasta una interfaz de paso de mensajes. 
Además, permite distribuir el trabajo de creación de una aplicación por niveles; de este modo, cada grupo de trabajo está totalmente abstraído del resto de niveles, de forma que basta con conocer la API que existe entre niveles.
En el diseño de sistemas informáticos actual se suelen usar las arquitecturas multinivel o programación por capas. En dichas arquitecturas a cada nivel se le confía una misión simple, lo que permite el diseño de arquitecturas escalables (que pueden ampliarse con facilidad en caso de que las necesidades aumenten).
El más utilizado actualmente es el diseño en tres niveles (o en tres capas).

## Capas y niveles
1. Capa de presentación: Es la que ve el usuario (también se la denomina «capa de usuario»), presenta el sistema al usuario, le comunica la información y captura la información del usuario en un mínimo de proceso (realiza un filtrado previo para comprobar que no hay errores de formato). También es conocida como interfaz gráfica y debe tener la característica de ser «amigable» (entendible y fácil de usar) para el usuario. Esta capa se comunica únicamente con la capa de negocio.
2. Capa de negocio: es donde residen los programas que se ejecutan, se reciben las peticiones del usuario y se envían las respuestas tras el proceso. Se denomina capa de negocio (e incluso de lógica del negocio) porque es aquí donde se establecen todas las reglas que deben cumplirse. Esta capa se comunica con la capa de presentación, para recibir las solicitudes y presentar los resultados, y con la capa de datos, para solicitar al gestor de base de datos almacenar o recuperar datos de él. También se consideran aquí los programas de aplicación.
3. Capa de datos: es donde residen los datos y es la encargada de acceder a los mismos. Está formada por uno o más gestores de bases de datos que realizan todo el almacenamiento de datos, reciben solicitudes de almacenamiento o recuperación de información desde la capa de negocio.

Todas estas capas pueden residir en un único ordenador, si bien lo más usual es que haya una multitud de ordenadores en donde reside la capa de presentación (son los clientes de la arquitectura cliente/servidor). Las capas de negocio y de datos pueden residir en el mismo ordenador, y si el crecimiento de las necesidades lo aconseja se pueden separar en dos o más ordenadores. Así, si el tamaño o complejidad de la base de datos aumenta, se puede separar en varios ordenadores los cuales recibirán las peticiones del ordenador en que resida la capa de negocio.
Si, por el contrario, fuese la complejidad en la capa de negocio lo que obligase a la separación, esta capa de negocio podría residir en uno o más ordenadores que realizarían solicitudes a una única base de datos. En sistemas muy complejos se llega a tener una serie de ordenadores sobre los cuales corre la capa de negocio, y otra serie de ordenadores sobre los cuales corre la base de datos.
En una arquitectura de tres niveles, los términos «capas» y «niveles» no significan lo mismo ni son similares.
El término «capa» hace referencia a la forma como una solución es segmentada desde el punto de vista lógico:
- Presentación. (Conocida como capa web en aplicaciones web o como capa de usuario en aplicaciones nativas)
- Lógica de negocio.  (Conocida como capa aplicativa)
- Datos.   (Conocida como capa de base de datos)

En cambio, el término «nivel» corresponde a la forma en que las capas lógicas se encuentran distribuidas de forma física. Por ejemplo:
- Una solución de tres capas (presentación, lógica del negocio, datos) que residen en un solo ordenador (Presentación+lógica+datos). Se dice que la arquitectura de la solución es de tres capas y un nivel.
- Una solución de tres capas (presentación, lógica del negocio, datos) que residen en dos ordenadores (Presentación+lógica por un lado; lógica+datos por el otro lado). Se dice que la arquitectura de la solución es de tres capas y dos niveles.